# Grupo 4 (FIA)
Grupo 4 é uma designação atribuída pela Federação Internacional do Automóvel (FIA) no seu International Sporting Code (ISC), que denota os automóveis de gran turismo (GT) e de rali produzidos em série com no mínimo 25 unidades produzidas em 12 meses consecutivos.
O Grupo 4 foi substituído pelo Grupo B em 1983.[carece de fontes?]

## Ligações Externas
- FIA - ISC - 2014 (em inglês)